# Habsburg–Estei Mária Terézia Beatrix főhercegnő
Habsburg–Estei Mária Terézia Beatrix Kajetána (olaszul Arciduchesa Maria Teresa Beatrice Gaetana d’Austria–Este, Principessa di Modena), németül Erzherzogin Maria Theresia Beatrix Gaetane von Österreich–Este, Prinzessin von Modena), (Milánó, 1817. július 14. – Gorizia, 1886. március 25.), a Habsburg–Lotaringiai-ház Este-i ágából származó osztrák főhercegnő, modenai hercegnő, IV. Ferenc modenai herceg legidősebb leánya. A trónkövetelő Henri d’Artois-nak, a francia Bourbon királyi család utolsó tagjának feleségeként Bourbon hercegné, Chambord grófnéja (Marie-Thérèse Béatrix Gaëtane de Modène, archiduchesse d’Autriche-Este, princesse de Bourbon, comtesse de Chambord).

## Élete

### Származása, családja
Mária Terézia Beatrix főhercegnő édesapja a Habsburg–Lotaringiai-ház Estei ágából való Habsburg–Estei Ferenc József Károly főherceg volt (1779–1846), IV. Ferenc néven Modena, Reggio, Massa, Carrara és Guastalla uralkodó hercege.
Édesanyja a modenai hercegné, Savoyai Mária Beatrix szárd királyi hercegnő (1792–1840) volt, I. Viktor Emánuel szárd–piemonti király és Habsburg–Estei Mária Terézia Johanna főhercegnő (1773-1832) leánya.
Négy gyermekük közül Mária Terézia Beatrix volt a legidősebb:
- Mária Terézia Beatrix főhercegnő (1817–1886), Chambord grófnéja.
- Ferenc Ferdinánd Geminianus főherceg (1819–1875), aki Adelgunda Auguszta Sarolta bajor királyi hercegnőt (1823–1914), I. Lajos bajor király leányát vette feleségül, és V. Ferenc néven Modena uralkodó hercege lett
- Ferdinánd Károly Viktor főherceg (1821–1849), aki Erzsébet Franciska Mária osztrák főhercegnőt (1831–1903) József nádor leányát vette feleségül.
- Mária Beatrix főhercegnő (1824–1906), modenai hercegnő, Montizon grófnéja.

Apja rendkívül konzervatív gondolkodású zsarnok volt. Az 1830-as franciaországi júliusi forradalom után, ahol elűzték a Bourbon-házi X. Károlyt, a legitim uralkodót, IV. Ferenc herceg nem ismerte el törvényesnek a „polgárkirály”, Lajos Fülöp uralkodását. Spanyolországban támogatta Don Carlos infánsnak (Carlos Maria Isidro de Borbón, 1788–1855) trónigényét a spanyol királyi trón iránt, udvarában menedéket adott I. Mihály portugál királynak (1802–1866), akit 1834-ben elűztek országából, és haláláig trónkövetelőként élt, Dom Miguel néven. IV. Ferenc herceg mindkét leányát királyi családokból származó hercegekhez adta feleségül, akik később trónkövetelőkké váltak.

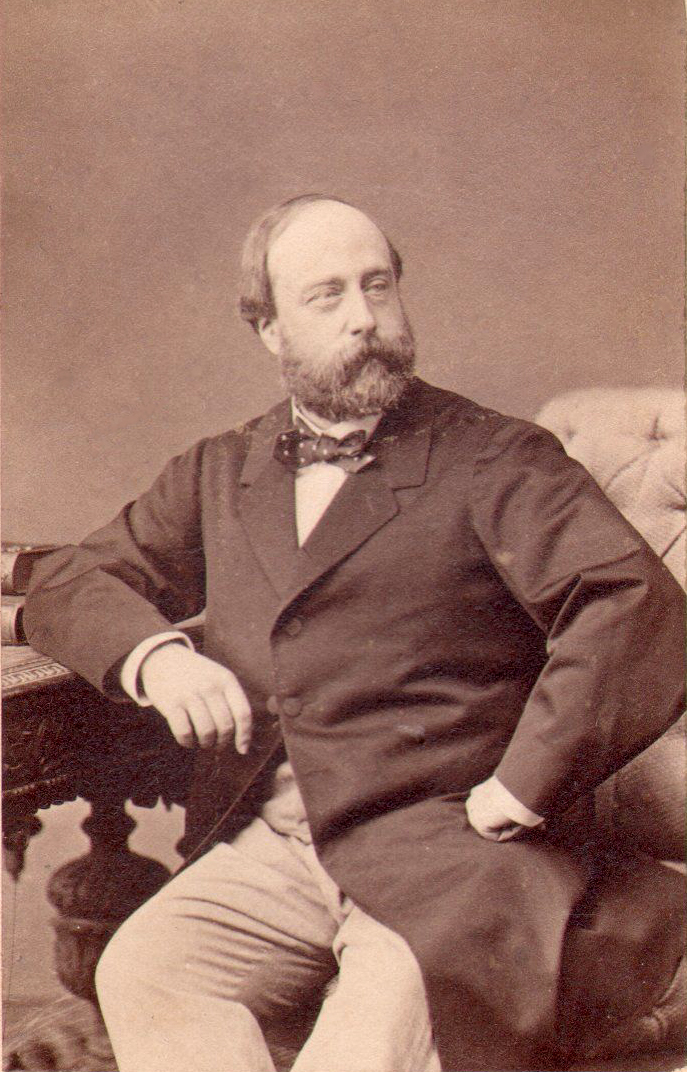
Henri d’Artois, Chambord grófja

### Házassága
Mária Terézia hercegnő 1846. november 7-én Modenában feleségül ment a Bourbon-ház főágának utolsó férfi sarjához, Henri d’Artois-hoz, Chambord grófjához (1820–1883), az 1820-ban meggyilkolt Károly Ferdinánd francia királyi hercegnek, Berry hercegének (1778–1820) és Mária Karolina Ferdinanda nápoly–szicíliai királyi hercegnőnek (1798–1870) legkisebb fiához, X. Károly francia király unokájához, a legitimista trónkövetelőhöz, aki 1830 óta száműzetésben élt, mivel nem ismerte el az Orléans-házból származó Lajos Fülöp király jogát az uralkodásra.
A házasságot Henri d’Artois nagynénje, a Bourbon-házból való Mária Terézia Sarolta francia királyi hercegnő (Marie-Thérèse Charlotte de France, 1778–1851), a kivégzett XVI. Lajos és Marie Antoinette legidősebb leánya, Angoulême hercegnéje „hozta össze”, akinek választása azért esett a Habsburg–Estei családra, mert ez római katolikus vallású volt, és az európai uralkodóházak közül egyetlenként nem ismerte el a Júliusi Monarchiát. Henri herceg valójában Mária Terézia húgát, Mária Beatrix hercegnőt szerette volna feleségül kérni, de a fiatal és csinos Mária Beatrix inkább a spanyol karlista trónkövetelőt, Juan Carlos infánst választotta. Henri d’Artois-nak, a francia legitimisták V. Henrik királyának meg kellett elégednie az idősebb nővérrel, Mária Terézia Beatrix hercegnővel, aki ekkor már majdnem 30 éves volt, 3 évvel idősebb a vőlegénynél. A hercegnő egyik fülére süket volt, de mélyen vallásos és kegyes gondolkodású.
A Bourbon-ház utolsó férfi sarjának nagy szüksége lett volna fiú utódokra, Mária Terézia veleszületett testi fogyatékossága miatt azonban e házasságból nem születhettek gyermekek. A hercegnő súlyos pszichés kínokat élt át állapota miatt, szenvedéseit csak erős hite enyhíthette.

### A trónkövetelő
Amíg Henri d’Artois élt, a francia legitimisták nem adták fel a reményt, hogy V. Henrik királyként egyszer visszatérhet ősei trónjára. A francia hatalomváltások és belpolitikai válságok idején, 1848-ban, 1852-ben, 1870–71-ben a legitimisták fáradhatatlanul kísérleteztek a hatalomba való visszatéréssel, sikertelenül.
1883-ban Henri d’Artois herceg ausztriai száműzetésében elhunyt, vele kihalt a Bourbon-ház francia királyi ága. A Francia Királyság de jure a spanyol Bourbonokra szállt. Mária Terézia hercegnő sógorát, Juan Carlos de Borbón spanyol herceget a francia legitimisták III. János néven Franciaország és Navarra királyává kiáltották ki (maga a herceg erre a címre nyilvánosan sohasem támasztott igényt).

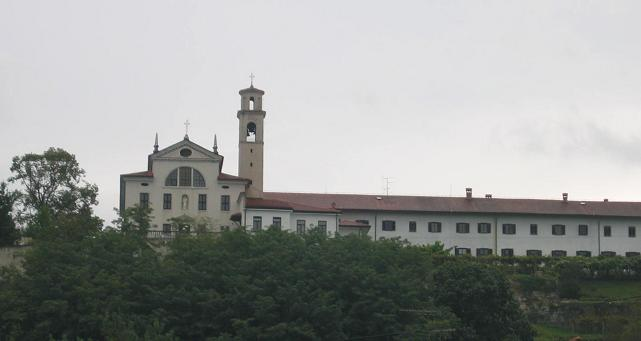
A Kostanjevica kolostor, Nova Gorica mellett.

### Özvegysége, halála
Mária Terézia hercegné jelentős vagyont örökölt elhunyt férjétől. Özvegyként rendszeresen támogatta a francia monarchista mozgalmakat. 1885-ben 3 000 frankot – abban a korszakban igen jelentős összeget – adományozott François Bérenger Saunière-nek (1852–1917), az Aude megyei Rennes-le-Château község abbéjának, hogy restauráltassa templomát, amelynek kriptája a Merovingok (a Bourbon-ház őseinek) emlékeit rejtette.
A magányos özvegy Mária Terézia hercegnő élete végéig az Osztrák–Magyar Monarchiában élt. Megszervezte, hogy a Bourbon-ház számkivetésben elhunyt tagjait Görz mellett, magas hegyre épült ferences rendi Castagnavizza kolostor kriptájában temessék el, az utolsó Bourbon-házi király, X. Károly és fia, Lajos Antal herceg mellé. Mária Terézia szervező munkájának és bőkezű pénzbeli támogatásának köszönhetően 1851-ben ide temették Mária Terézia Sarolta francia királyi hercegnőt, Angoulême hercegnőjét, 1864-ben sógornőjét, Luise Marie-Therèse pármai hercegnőt, Henri d’Artois nővérét. 1883-ban Mária Terézia itt temettette el saját férjét, a Bourbon-ház utolsó férfi sarját is.
Három évvel férjének halála után, 1886. március 25-én Habsburg–Estei Mária Terézia Beatrix modenai hercegnő, Chambord grófnéja a görzi Lanthieri palotában elhunyt. Kívánsága szerint férje mellé temették, a Castagnavizza ferences kolostor Bourbon-kriptájában, egyetlen Habsburgként az ott nyugvó Bourbonok között.